# Арагонская уния
Арагонская уния (араг. Unión Aragonesa, исп. Unión de Aragón) — антимонархическое движение знати и горожан на землях Арагонской короны в последней четверти тринадцатого столетия. Его усилия привели к ряду статей, подтверждающих привилегии аристократии и городов, и ограничивающих влияние Арагонского монарха в целом.
Причины для создания Унии были в природе Короны Арагона, состоявшей в различные времена из нескольких разных королевств, но всегда в её состав входили королевство Арагон, Валенсия и большинство каталанских графств, в первую очередь Барселонское. Все эти земли соперничали друг с другом за внимание монарха и изо всех сил старались защитить свои привилегии и не допустить возвеличивание любого другого. В это же время, король Педро III завоевал Сицилию и испанские доминионы лишились его опеки.
Тогда же, папа Мартин IV объявил крестовый поход, Арагонский крестовый поход, против Педро III и его королевства, освободив его подданных от клятвы верности. Педро ввёл высокие налоги для того, чтобы иметь возможность финансировать сопротивление «крестовому походу» против него. В то же время знать королевства, считавшая, что король должен был проконсультироваться с ними прежде, чем начинать сицилийскую кампанию, сформировала Унию.
В 1283 году, представители знати и городов Арагона собрали в Сарагосе кортесы, на которых поклялись отстаивать интересы друг друга. Спустя три месяца, каталонские кортесы принесли подобную клятву в Таррагоне. В обоих случаях Педро III был вынужден признать древние обычаи и фуэрос, а также пообещать собирать кортесы ежегодно. Итогом кортесов в Сарагосе стало подписание Педро III Privilegio General — Генеральных привилегий.
В декабре 1286 года Уния собиралась в Сарагосе, а затем, в январе 1287 года в Теруэле. После кратких переговоров с Альфонсо III в мае 1287 года, Уния вторглась в Валенсию, поддержав короля в нескольких битвах, до тех пор пока доминиканский аббат из Сарагосы, Валеро, не назначил собрание в Сарагосе на 20 декабря. Уния добилась многочисленных уступок от слабого Альфонсо, зафиксированных в Privilegio de la unión — Привилегиях Унии. Привилегии были провозглашены Унией «настоящим стражем арагонского закона» на землях Короны. Привилегии же передавали многие королевские функции части дворянства и ситуация в Короне Арагона была близка к анархии, особенно в период правления Педро IV. Данте Алигьери разместил Альфонсо в своём «Чистилище», поставив его за воротами, за его участие в развитие хаоса в Европе того времени. Альфонсо, отозвался об этом, сказав, что «в Арагоне было столько же королей сколько и знати» (исп. „en Aragón había tantos reyes como ricoshombres“).
Привилегиями предписывалось, что король не мог возбудить уголовное дело против любого дворянина без предварительного одобрения хустисьи, действующего с ведома кортесов. Которые собирались один раз в год, в ноябре, в Сарагосе. Если король хотя бы раз нарушал условия Привилегий, то ему более не следовало повиноваться и любые действия против него изменой не считались. Таким образом, король мог быть свергнут знатью при чрезвычайных обстоятельствах. К январю 1288 года Уния назначала королевских советников.
Хайме II отказался признавать действия Привилегий и объединил Законом Союза Унии Арагона, Валенсии и Каталонии под одной короной.
Уния Валенсии, была создана по образцу и подобию арагонской.